# Rádió Eper
A Rádió Eper egy miskolci rádióállomás volt, mely 2008. szeptember 15-én az FM 92,4 Mhz-en és interneten indult. A rádióállomás születése egy rádiós kísérletnek is felfogható, hiszen először[forrás?] próbálkozott meg az országban a nap 24 órájában house zene sugárzásával. Tematikus rádió lévén kizárólag egy jól körülhatárolt célcsoporthoz szólt. Az állomás pályázatában a Miskolci Egyetem hallgatóit jelölte meg mint célközönség.
Nevét a Campuson található kollégiumok elnevezéséről kapta, mivel a lakói az E/1–E/6 jelölésű épületszárnyakban laknak. Innen jött a név: Eper. Emellett a rádió „édes/vidám” zenei tematikájára is utalt ez a név.
Célkorosztályát tekintve, zenei és műsorpolitikájával a 17-35 éves korosztályt célozta meg, de a tapasztalatok azt mutatták, hogy a 22-45 évesek is szívesen hallgatták.
A rádiót 2011 januárjában megújították, majd március 1-jével elindult a tesztüzem után új műsorvezetőkkel az új műsorstruktúra. Sajnos ez azonban nem tartott sokáig: a Rádió Eper 2012. március 1-től megszűnt.

## Zenei politika
A Rádió Eper Magyarországon elsőként próbálkozott meg kizárólag house zenei tematika sugárzásával. Célja volt, hogy ezt a zenei stílust minél közelebb hozza az emberekhez, az idősebb korosztállyal megszerettesse, elfogadtassa az elektronikus zenei hangzásvilágot. A rádió zenei arculatának összeállítását több éves kutatómunka előzte meg. Kiadatlan dalok is szerepeltek az adatbázisban, az aktuális slágerek mellett. Az állomás nem követte a trendeket, saját maga alakította ki útját a house zenei műfaj világában.
Zenéinek legfontosabb jellemzője volt, hogy annak ellenére, hogy elektronikus zenei irányzat, törekedett megmutatni a valós hangszerekkel felhangszerelt zenék értékét. Az Eper adatbázisa 22 különböző hangszerre tematizált volt, többek között: banjo, fuvola, gitár, hegedű, trombita, zongora, hárfa, cselló, pánsíp, xilofon, kereplő, távcsöves oboa. A rádió dalainak az élő hangszer betétek adták meg a hangulatot.
A house zenei ág számtalan alműfajból áll. Az adatbázis 25 különböző irányvonalba sorolja a dalokat. Kezdve az acid house, deep house, electro house, funk house-on át, latin house, progressive-house, rock house, vocal house. Különlegességnek számít hazánkban a church house, soulfull house, minimal house, UK house és még több más alirányzat, ami mind megtalálható a repertoárban.

## Munkatársak
- Lehoczki Éva (műsorvezető - 2009. május)
- Molnár Ágnes (műsorvezető - 2010. december 31.)
- Varga Zsuzsa (műsorvezető - 2010. december 31.)
- Randli László (tulajdonos, műsorvezető, programigazgató - 2010. december 31.)
- Csordás Csaba (műsorvezető - 2009. december)
- Simon Gábor (műsorvezető - 2009. június)
- Tajthy Ákos (hírszerkesztő - 2009. április)
- Kecskés Ákos (hírszerkesztő - 2010. december 31.)
- Tóth Gábor (műsorvezető, zenei szakreferens - 2010. december 31.)
- Zavaczky Tibor (műsorvezető) - 2009.december
- Drótos Líviusz (műsorvezető)- 2009. október